# Macrocentrus bengtssoni
Macrocentrus bengtssoni är en stekelart som först beskrevs av Josef Fahringer 1929.  Macrocentrus bengtssoni ingår i släktet Macrocentrus och familjen bracksteklar. Inga underarter finns listade i Catalogue of Life.